# Coublevie
Coublevie este o comună în departamentul Isère din sud-estul Franței. În 2009 avea o populație de 4.210 de locuitori.

## Evoluția populației
| An        | 1975  | 1982  | 1990  | 1999  | 2006  | 2009  |
| --------- | ----- | ----- | ----- | ----- | ----- | ----- |
| Populație | 2.835 | 3.100 | 3.335 | 3.743 | 4.116 | 4.210 |